# Hugo Gambor
Hugo Gambor (Blois, 30 december 2002) is een Frans-Centraal-Afrikaans voetballer die onder contract ligt bij KAA Gent.

## Clubcarrière
Gambor genoot zijn jeugdopleiding bij Blois Foot 41. In het seizoen 2019/20 speelde hij zes wedstrijden voor het B-elftal van US Orléans in de Championnat National 3.  In juni 2020 ondertekende hij een driejarig contract bij Paris FC. Gambor speelde twee seizoenen voor het B-elftal van de club, eveneens in de Championnat National 3. 
In juni 2022 stapte Gambor over naar USL Dunkerque, dat toen pas naar de Championnat National was gedegradeerd. In zijn debuutseizoen dwong Gambor mee een snelle terugkeer naar de Ligue 2 af. Na een half seizoen in de Ligue 2 versierde hij een transfer naar de Belgische eersteklasser KAA Gent.
2 Kotto ·
3 Brown ·
4 Watanabe ·
5 Lopes ·
6 Gandelman ·
8 Gerkens ·
9 Guðjohnsen ·
10 Omgba ·
11 Sonko ·
12 Gambor ·
13 Mitrović ·
14 Vanzeir‎ ·
15 Ito ·
16 Delorge ·
17 Hjulsager ·
18 Samoise ·
19 Surdez ·
20 Araújo ·
21 Dean ·
22 Fadiga ·
23 Torunarigha ·
24 Kums  ·
26 Fortin ·
27 De Vlieger ·
29 Varela ·
30 De Schrevel ·
32 Vandenberghe ·
33 Roef ·
35 De Meyer ·
45 Goore ·
Coach: Milićević
· Assistent-coach: Van Dessel